# Leucopis ancilla
Leucopis ancilla är en tvåvingeart som beskrevs av Mcalpine 1971. Leucopis ancilla ingår i släktet Leucopis och familjen markflugor. Inga underarter finns listade i Catalogue of Life.